# Amédée Membrez
Amédée Membrez (* 15. November 1873 in Bern; † 4. November 1954 in Freiburg im Üechtland) war ein Schweizer Historiker und Archivar, der auch im Sundgau und im Markgräflerland tätig war.

## Leben
Amédée Membrez (Heimatort Courtételle) wurde in Bern als Sohn des Joseph Auguste Membrez und der Marie Colombe geb. Koll geboren. Nach den ersten Jahren in Bern zog die Familie ins badische Inzlingen nahe Basel. Nach dem Besuch der Schulen in Inzlingen und Lörrach begann er im Wintersemester 1895/96 an der Universität Freiburg im Breisgau ein Studium der Philologie, das er mutmasslich aus gesundheitlichen Gründen nach einem Semester aufgab.
Von 1907 bis 1915 arbeitete er als Assistent in Carspach bei Pfarrer Johann Baptist Ellerbach, der die Herausgabe eines dreibändigen Werkes Der dreissigjährige Krieg im Elsass, 1618–1648 plante. Nachdem Ellerbach 1914 seine Tätigkeit in Carspach eingestellt hatte und nach Strassburg gezogen war, wurden auch die Arbeiten an dem Geschichtswerk unterbrochen.
Aufgrund der Kriegsereignisse verliess Membrez 1915 das damals deutsche Elsass. Er kehrte in die Schweiz zurück und übernahm Ende 1915 zunächst beim Zentralbüro des Schweizerischen Fürsorgevereins für Taubstumme in Bern eine Hilfsstelle. Im Folgejahr bewarb er sich um eine Stelle beim Berner Staatsarchiv und erhielt dort im Februar eine befristete Aushilfsstelle, die bis September 1920 jeweils verlängert wurde. Er wurde zuständig für die Ordnung und Erschliessung der Bestände des Archivs des ehemaligen Fürstbistums Basel (Archives de l’Ancien Évêché de Bâle, AAEB). Dann erhielt er für die Fortführung dieser Aufgabe eine Planstelle als Gehilfe des Staatsarchivars. Membrez heiratete 1920 die aus Österreich stammende Anna Lindner (1879–1939); das Paar hatte keine eigenen Kindern, nahm aber 1933 eine Pflegetochter auf.
1924 starb Ellerbach, der noch den ersten Band seines Werkes 1912 selbst herausgegeben hatte. Membrez wurde nun als enger Mitarbeiter Ellerbachs gebeten, die Herausgabe des zweiten Bandes zu besorgen, und konnte das Teilprojekt 1925 abschliessen.
Neben seinen fortschreitenden Inventarisierungsarbeiten an den fürstbischöflichen Archivalien veröffentlichte Membrez in den Folgejahren zwei Monografien und eine Anzahl von Aufsätzen in verschiedenen historischen Zeitschriften der Schweiz, Deutschlands und Frankreichs in deutscher und französischer Sprache. Einen thematischen Schwerpunkt bildeten dabei die Verhältnisse in der Landvogtei Schliengen.
1939 starb seine Ehefrau, und im Juli 1943 beendete er seine Tätigkeit im Staatsarchiv aufgrund seines Gesundheitszustandes (Schwerhörigkeit und Sehschwäche) und begab sich 1945 in das Altenpflegeheim La Villa Beausite in Freiburg i. Ü.
Amédée Membrez starb am 4. November 1954 und wurde in Rechthalten bestattet.

## Schriften
Monografien
- Die Burgvogtei Binzen unter den Fürstbischöfen von Basel, 1503–1769. Herder, Freiburg i. Br. 1928. Internet Archive
- Geschichte des Weinbaues im Laufental. Éd. Pro Jura, Delémont  1947.

Aufsätze
Fünf Aufsätze zu den rechtsrheinischen Besitzungen des Fürstbistums Basel erschienen 1929–1953 in der Zeitschrift Das Markgräflerland (siehe Wikisource).
- Une compagnie de l’Evêché de Bâle à la guerre contre les Turcs de 1664. In: Actes de la Société jurassienne d’émulation. 32. Jg., 1927, S. 125–143 (doi).
- Die Herrschaft Schliengen im dreißigjährigen Krieg. 1933 Internet Archive
- Schliengener im Schweizerregiment des Fürstbischofs von Basel in französischem Dienst. 1758–1792. 1936 Internet Archive
- Vers la rénovation de l’art religieux dans le Jura bernois. In: Actes de la Société jurassienne d’émulation. 41. Jg., 1936, S. 141–197 (doi).
- Das Hungerjahr 1771 im Fürstentum Basel. In: Der Rauracher. Quartalschrift der Gesellschaft Raurachischer Geschichtsfreunde. Nr. 3, 1940, S. 37.
- Das bischöfliche Archiv. In: Berner Zeitschrift für Geschichte und Heimatkunde. Band 2. 1940, S. 196–202 (e-periodica.ch).
- Une soi-disant comtesse de Montjoie et un soi-disant marquis de Montjouhat. In: Le Pays. 12/1944
- Die Evangelien-Garben. In: Annuaires de la Société d’Histoire du Sundgau. 1949, S. 152–153 (Gallica).
- Die «Lädengasse». In: Annuaires de la Société d’Histoire du Sundgau. 1949, S. 153 (Gallica).
- Fromages du Jura. In: Les intérêts du Jura. Bulletin de l’Association pour la défense des intérêts du Jura. 22. Jg., Heft 6, 1951, S. 89–111 (doi).
- Die Huldigungen in der ehemaligen fürstbischöflich-baselischen Herrschaft Schliengen. 1953 Internet Archive
- Wie Schönenbuch nicht an Frankreich kam. In: Annuaires de la Société d’Histoire du Sundgau. 1954, S. 55–71 (Gallica).
- Landestroublen im Amt Zwingen 1730 bis 1740. In: Laufentaler Jahrbuch. 24. Jg., 2009, S. 98–109.